# Graduation (album de Kanye West)
Pour les articles homonymes, voir Graduation.
Albums de Kanye West
Late Orchestration (live)
(2006) 808s and Heartbreak
(2008)
Singles
1. Can't Tell Me Nothing
Sortie : 15 mai 2007
2. Stronger
Sortie : 31 juillet 2007
3. Good Life
Sortie : 2 octobre 2007
4. Flashing Lights
Sortie : 12 novembre 2007
5. Homecoming
Sortie : 18 février 2008

Graduation est le troisième album studio de Kanye West, sorti le 7 septembre 2007 en France et le 11 septembre aux États-Unis. Cet opus est le troisième du rappeur du label Roc-A-Fella. Il a remporté le Grammy Award du meilleur album de rap en 2008.
Début 2024, l'album est officiellement certifié septuple platine par la RIAA.

## Historique
La date de sortie du 11 septembre a provoqué une controverse. En effet, c'est ce même jour que le rappeur de New York 50 Cent a sorti son troisième album Curtis. 50 Cent demanda tout d'abord à Kanye West de repousser la date de sortie de son album. Kanye refusa, arguant que ça permettrait aux fans d'avoir plus de choix. « Si le 11 septembre, Kanye West a vendu plus d'albums que moi, j'arrête la musique » — 50 Cent. 50 cent est plus tard revenu sur ses propos.
Ce pseudo-clash est surtout un bon coup de marketing pour les deux artistes. Finalement, Kanye West vend plus d'unités aux États-Unis, mais c'est 50 Cent qui domine sur le plan mondial. Graduation s'est écoulé à plus de 2 millions d'exemplaires aux États-Unis et a été certifié double disque platine par la Recording Industry Association of America (RIAA) le 18 octobre 2007.
L'album Graduation est aujourd'hui reconnu comme étant l'opus le plus vendeur de l'artiste. En effet, il a obtenu plus de ventes que tous ses albums passés[réf. nécessaire].

## Artwork
La couverture de l'album et l'artwork sont dessinés par l'artiste Takashi Murakami et présentera l'emblématique ours de The College Dropout symbolisant le caractère de Kanye West selon lui-même.

## Contenu de l'album
Graduation est plus court que les deux précédents albums de Kanye West, il contient seulement 13 morceaux. Young Jeezy et Lil Wayne sont invités pour rapper alors que sur The College Dropout et Late Registration plusieurs rappeurs étaient présents. T-Pain, Mos Def, Chris Martin et Dwele contribuent aux refrains et aux parties chantées de Graduation. DJ Premier assure les scratches sur le titre Everything I Am.

## Singles
Cinq singles sont issus de cet album. Le premier est Can’t Tell Me Nothing coproduit avec DJ Toomp. Le second est Stronger coproduit avec le groupe Daft Punk dont leur titre Harder, Better, Faster, Stronger est samplé. Ce single a connu le succès et a notamment atteint la première place des charts au Royaume-Uni. Le troisième single est Good Life sur lequel Kanye West a collaboré avec T-Pain. Début 2008, sort le quatrième single, Flashing Lights, puis, en featuring avec le membre du groupe de rock Coldplay, Chris Martin, Homecoming.

## Liste des titres
| No  | Titre                                                                           | Contient un (des) sample(s) de | Durée |
| --- | ------------------------------------------------------------------------------- | --- | ----- |
| 1.  | Good Morning (Produit par Kanye West)                                           | Someone Saved My Life Tonight d'Elton John The Ruler's Back de Jay-Z Wake Up Mr. West de Kanye West                                                                        | 3:15  |
| 2.  | Champion (Produit par Kanye West et Brian Miller)                               | Kid Charlemagne de Steely Dan | 2:47  |
| 3.  | Stronger (featuring Daft Punk)                                                  | Harder, Better, Faster, Stronger de Daft Punk | 5:11  |
| 4.  | I Wonder (Produit par Kanye West)                                               | My Song de Labi Siffre Ambitionz Az a Ridah de 2Pac | 4:03  |
| 5.  | Good Life (featuring T-Pain – Produit par Kanye West, DJ Toomp et Mike Dean**)  | P. Y. T. (Pretty Young Thing) de Michael Jackson In da Club de 50 Cent School Spirit de Kanye West                                                                         | 3:27  |
| 6.  | Can't Tell Me Nothing (Produit par Kanye West et DJ Toomp)                      | They Reminisce Over You (T.R.O.Y.) de Pete Rock & C.L. Smooth I Got Money de Young Jeezy featuring T.I.                                                                    | 4:30  |
| 7.  | Barry Bonds (featuring Lil Wayne – Produit par Nottz et Kanye West*)            | Long Red de Mountain | 3:24  |
| 8.  | Drunk and Hot Girls (featuring Mos Def – Produit par Kanye West et Jon Brion**) | Sing Swan Song de Can | 5:13  |
| 9.  | Flashing Lights (featuring Dwele – Produit par Kanye West et Eric Hudson)       | Back Against the Wall de Curtis Mayfield | 3:57  |
| 10. | Everything I Am (featuring DJ Premier – Produit par Kanye West)                 | If We Can't Be Lovers de Prince Phillip Mitchell Bring the Noise de Public Enemy Jimbrowski des Jungle Brothers                                                            | 3:47  |
| 11. | The Glory (Produit par Kanye West, Gee Robertson* et Plain Pat*)                | Save the Country (Live) de Laura Nyro Long Red de Mountain Award Tour de A Tribe Called Quest featuring Trugoy the Dove We Major de Kanye West featuring Nas et Really Doe | 3:32  |
| 12. | Homecoming (featuring Chris Martin – Produit par Kanye West et Warryn Campbell) | Homecoming de Kanye West featuring Chris Martin High Power Rap de Crash Crew Streets Is Talking de Jay-Z featuring Beanie Sigel                                            | 3:23  |
| 13. | Big Brother (Produit par DJ Toomp)                                              | It's Gonna Be Lonely de Prince Hola' Hovito de Jay-Z | 4:47  |

| 14. | Good Night (featuring Al Be Back et Mos Def – Produit par Kanye West) | 3:06 |

| 14. | Good Night (featuring Al Be Back et Mos Def – Produit par Kanye West) | Wake the Town d'U Roy Nuff Man a Dead de Super Cat Chicken Yellow de Miami | 3:06 |
| 15. | Stronger (A-Trak Remix) (Produit par Kanye West et Mike Dean*)        |                                                                            | 4:34 |

| 14. | Good Night (featuring Al Be Back et Mos Def – Produit par Kanye West) |                                       | 3:06 |
| 15. | Bittersweet Poetry (featuring John Mayer – Produit par Kanye West)    | Bittersweet des Chairmen of the Board | 4:01 |

* (*) désigne le coproducteur

* (**) désigne la production additionnelle

## Clips
- Good Morning
- Champion
- Homecoming
- Flashing Lights (réalisé par Spike Jonze)
- Good Life
- Stronger
- Can't Tell Me Nothing

## Classements
| Classement / pays (2007),                     | Meilleure position |
| --------------------------------------------- | ------------------ |
| Australie • ARIA Charts                       | 2                  |
| Autriche                                      | 26                 |
| Belgique Région flamande • Ultratop           | 11                 |
| Belgique Région wallonne • Ultratop           | 49                 |
| Canada • Canadian Albums Chart                | 1                  |
| Danemark                                      | 10                 |
| Pays-Bas                                      | 11                 |
| Europe • Top 100                              | 3                  |
| Finlande                                      | 16                 |
| France • SNEP                                 | 9                  |
| Allemagne • Media Control Charts              | 10                 |
| Irlande                                       | 2                  |
| Italie                                        | 33                 |
| Japon • Oricon                                | 13                 |
| Nouvelle-Zélande • RIANZ                      | 2                  |
| Norvège • VG-lista                            | 2                  |
| Portugal                                      | 30                 |
| Suède • Sverigetopplistan                     | 6                  |
| Suisse • Swiss Music Charts                   | 3                  |
| États-Unis • Billboard 200                    | 1                  |
| États-Unis • Billboard Top R&B/Hip-Hop Albums | 1                  |
| États-Unis • Billboard Top Rap Albums         | 1                  |
| Royaume-Uni • UK Albums Chart                 | 1                  |

| Classement (2007),                            | Meilleure position |
| --------------------------------------------- | ------------------ |
| États-Unis • Billboard 200                    | 12                 |
| États-Unis • Billboard Top R&B/Hip-Hop Albums | 4                  |
| États-Unis • Billboard Top Rap Albums         | 2                  |
| Classement (2008),                            | Meilleure position |
| États-Unis • Billboard 200                    | 79                 |
| États-Unis • Billboard Top R&B/Hip-Hop Albums | 29                 |
| États-Unis • Billboard Top Rap Albums         | 10                 |

| Pays             | Association | Certification | Ventes    |
| ---------------- | ----------- | ------------- | --------- |
| Australie        | ARIA        | Platine       | 70 000+   |
| Canada           | CRIA        | 2 × Platine   | 200 000+  |
| Irlande          | IRMA        | Platine       | 15 000+   |
| Japon            | RIAJ        | Or            | 100 000+  |
| Nouvelle-Zélande | RIANZ       | Or            | 7 500+    |
| Russie           | NFPP        | Or            | 10 000+   |
| Suisse           | IFPI        | Or            | 15 000+   |
| Royaume-Uni      | BPI         | 2 × Platine   | 600 000+  |
| États-Unis       | RIAA        | 5 × Platine   | 5 000 000 |